# István Krepuska
István Krepuska, född 8 augusti 1899 i Budapest, död 13 september 1979 i Budapest, var en ungersk ishockeyspelare. Han var med i det ungerska ishockeylandslaget som kom på elfte plats, vilket innebar sista plats, i Olympiska vinterspelen 1928 i Sankt Moritz.